# Пидаль-и-Мон, Алехандро
Алехандро Пидаль-и-Мон (исп. Alejandro Pidal y Mon; 26 августа 1846, Мадрид, Испания — 19 октября 1913, там же) — испанский государственный деятель, председатель Конгресса депутатов Испании (1893—1893, 1896—1898, 1899—1900).

## Биография
Родился в астурийкой семье Педро Хосе Пидаля и сестры бывшего главы испанского правительства Мануэлы Мон.
Окончил Институт Сан-Исидро и юридический факультет Центрального университета Мадрида. Он присоединился к группе неокатоликов и вместе с рядом единомышленников основал в 1867 г. еженедельный журнал «Ла-Крузада».
В августе 1872 г. он был впервые избран депутатом Конгресса депутатов. Активно включился в законодательную деятельность по вопросам католической церкви и по отмене рабства в Пуэрто-Рико. Он не был избран в Учредительное собрание Первой Республики, но в 1876 г. вновь стал депутатом после реставрации династии Бурбонов. С этого момента и до конца жизни он переизбирался в общей сложности на протяжении пятнадцати выборов, придерживаясь консервативно-католических воззрений.
В 1874 г. основал издание La España Católica, переименованное годом позже в La España. В ней он подвергает критике правительство Антонио Кановаса дель Кастильо, которого обвинил в стремлении поставить монархию на службу революции, а также за цензуру против католической прессы. В итоге он приходит к выводу о невозможности и завершает примирения революции с реставрацией монархии. В ходе конституционных дебатов придерживался мнения, что необходимо вернуться к дореволюционному Основному закону 1845 г., предлагавшийся же новый текст его не устраивал прежде всего за наличие предложенной таблицы прав человека, также он решительно выступал против свободы вероисповедания и утверждения её принципов относительно семьи и политической жизни.
В 1881 г. был одним из основателей «Католического союза», стремившегося объединить всех католиков Испании. В конце года в Риме встречается с римским папой Львом XIII и
затем с королем Альфонсо XII, которые были заинтересованным в привлечении испанских католиков к их политике.
В 1883 г. был избран действительным членом испанской Королевской академии.
В 1884—1885 гг. был назначен министром развития. Особое внимание уделял вопросам образования, подписал решение, направленное против реформистких устремлений представителей университетов, также инициировал расширение системы общественных работ и строительство железнодорожного сообщения через порт Пахарес.
- 1893—1893, 1896—1898 и 1899—1900 гг. — председатель Конгресса депутатов.
- 1900—1902 гг. — посол Испании в Ватикане. Ушел отставку в условиях того, что правительство Сагасты поддержало проект модификации конкордата.
- 1897 г. — после убийства Антонио Кановаса рассматривался в качестве возможного лидера Консервативной партии (в 1898 г. он возглавил отделение партии в Мадриде).

В 1906 г, несмотря на атаки ряда СМИ, был назначен директором Королевской академии. Автор двух крупных монографий — о Фоме Аквинском и «Триумф иезуитов во Франции» (1880). Являлся членом Королевской академии юриспруденции и законодательства и Королевской академии моральных и политических наук.

## Награды и звания
Был награждён рыцарским орденом Золотого руна и являлся командором папского ордена Святого Григория Великого.